# Fritz von Triebig

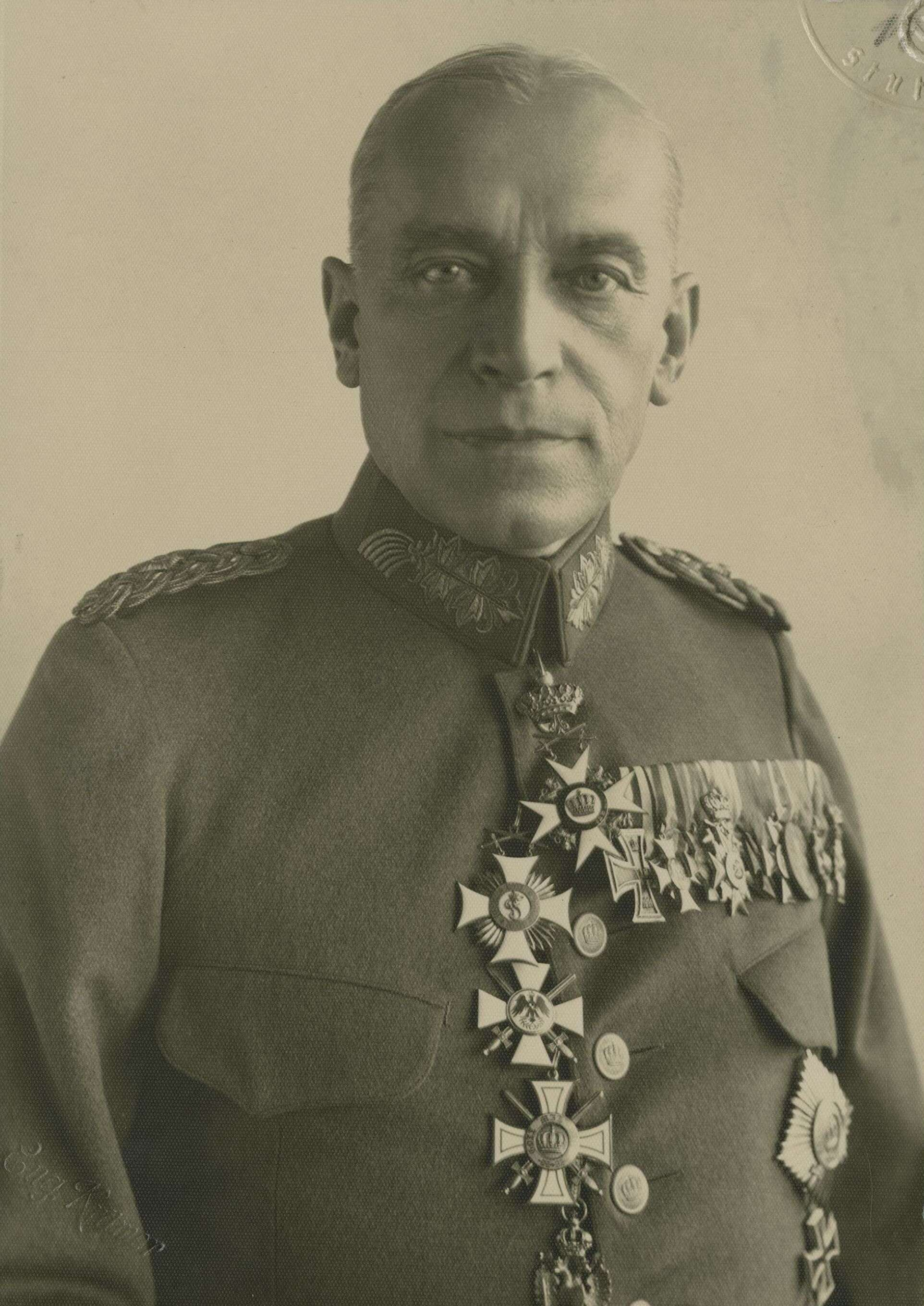
Fritz von Triebig als Generalmajor um 1918

Friedrich „Fritz“ Triebig, ab 1913 von Triebig (* 14. Februar 1861 in Ludwigsburg; † 10. August 1946 (unsicher) in Bad Mergentheim (unsicher)) war ein württembergischer Generalleutnant im Ersten Weltkrieg.

## Leben

### Herkunft
Fritz war ein Sohn des aus Grafenau-Döffingen stammenden, späteren württembergischen Generalleutnants und Kommandanten von Stuttgart Paul Friedrich von Triebig (1826–1894) und dessen Ehefrau Julie Marie Henriette, geb. Freybler (1830–1897).

### Militärkarriere
Triebig trat am 22. September 1879 als Portepee-Fähnrich in das Grenadier-Regiment „Königin Olga“ (1. Württembergisches) Nr. 119 ein und avancierte bis Anfang Februar 1881 zum Sekondeleutnant. Rund zehn Jahre später erfolgte im gleichen Regiment zum 2. März 1891 seine Beförderung zum überzähligen Premier-Leutnant und am 13. Mai 1895 zum überzähligen Hauptmann. Mit Wirkung vom 14. Juli 1895 wurde Triebig dem Grenadier-Regiment „Königin Olga“ (1. Württembergisches) Nr. 119 aggregiert und Ende Januar 1896 als Kompaniechef in dieses Regiment eingeteilt. Vom 1. Dezember 1899 ab bezog Triebig das Hauptmanns-Gehalt I. Klasse und wurde in die Offiziersgehälter eingewiesen.
Mit Wirkung ab dem 1. September 1901 wurde Triebig nach Preußen zur Dienstleistung beim Großen Generalstab kommandiert. Zum 25. Februar 1903 erfolgte unter Belassung in dem Kommando nach Preußen behufs Dienstleistung beim Großen Generalstab und unter Verleihung eines auf den 15. Mai 1894 vordatierten Patents seines Dienstgrads die Aggregation dem Grenadier-Regiment „Königin Olga“ (1. Württembergisches) Nr. 119. Zum 1. April 1903 erfolgte unter Ernennung zum Eisenbahn-Kommissar seine Kommandierung zur Dienstleistung bei der Eisenbahn-Abteilung des Großen Generalstabs. Dort wurde ihm mit Allerhöchster Ordre vom 11. Mai 1904 das Ritterkreuz I. Klasse des Friedrichs-Ordens verliehen. Im selben Jahr erfolgte zum 15. September seine Beförderung zum Major und im November erhielt er von König Wilhelm II. die Erlaubnis zur Anlegung des Königlich Preußischen Roten Adler-Ordens 4. Klasse. Im Dezember 1904 erhielt er außerdem für 25-jährige Militärdienstzeit durch Allerhöchste Ordre das Dienstehrenzeichen I. Klasse verliehen.
Mit Wirkung vom 1. Juli 1895 wurde Triebig zurück nach Württemberg zur Dienstleistung bei der Eisenbahnlinien-Kommission Stuttgart kommandiert und kurz darauf zum Eisenbahnlinien-Kommissar ernannt. Am 18. November 1907 erfolgte seine Versetzung als Bataillonskommandeur in sein Stammregiment dem Grenadier-Regiment „Königin Olga“ (1. Württembergisches) Nr. 119. Dort erhielt er durch Allerhöchste Ordre vom 24. November 1908 die Trageerlaubnis für das Ritterkreuz I. Klasse des Königlich-Schwedischen Schwertordens.
Mit Allerhöchster Ordre vom 25. Februar 1911 wurde Treibig das Ritterkreuz des Ordens der Württembergischen Krone verliehen und im Juli desselben Jahres erfolgte seine Beförderung zum Oberstleutnant. Am 22. April 1912 trat er unter Enthebung von der Stellung als Bataillonskommandeur zum Stab des Regiments über. In dieser Dienststellung wurde er mit Allerhöchster Ordre vom 7. Mai 1913
von König Wilhelm II. mit dem Ehrenkreuz des Ordens der Württembergischen Krone ausgezeichnet. Damit verbunden war die Erhebung in den persönlichen, nicht vererbbaren württembergischen Adelsstand und er durfte ab diesem Zeitpunkt das Prädikat „von“ in seinem Namen tragen.
Am 25. Februar 1914 wurde von Triebig zum Oberst befördert, ehe er zum 1. April zum Kommandeur des Füsilier-Regiment „Kaiser Franz Josef von Österreich, König von Ungarn“ (4. Württembergisches) Nr. 122 ernannt wurde. Mit Beginn des Ersten Weltkriegs nahm er sodann mit seinem Regiment innerhalb der 26. Division (1. Königlich Württembergische) an den Kämpfen an der Westfront teil, ehe er mit dem Regiment Ende November 1914 an die Ostfront verlegt wurde und dort unter anderem bei den Kämpfen im Raum Łowicz und bei Sanniki eingesetzt. Im Frühjahr 1915 wurden ihm als Regimentskommandeur das Eiserne Kreuz II. und I. Klasse sowie im September 1915 das Österreichisch-Ungarische Militär-Verdienstkreuz 3. Klasse mit Kriegsdekoration verliehen.
Am 26. Dezember 1915 wurde von Triebig zum Kommandeur der 37. Reserve-Infanterie-Brigade ernannt. Dieses Kommando hatte er bis zum 12. September 1916 inne. In dieser Dienststellung erhielt er im Juni 1916 das Herzoglich Braunschweigische Kriegsverdienstkreuz und im September desselben Jahres noch das Kommenturkreuz II. Klasse des Friedrichs-Ordens mit Schwertern verliehen. Im März 1917 folgte die Verleihung des Königlich Bayerische Militärverdienstordens III. Klasse mit der Krone und den Schwertern und am 18. April 1917 seine Beförderung zum Generalmajor.
Nach Verleihung des Königlich Preußischen Roten Adler-Orden II. Klasse mit Schwertern im August 1917 erhielt von Triebig am 22. September 1917 das Kommando über die 222. Infanterie-Division mit welcher er sodann bis Ende März 1918 in die Stellungskämpfe nördlich der Ailette involviert war. In dieser Dienststellung wurde ihm mit Allerhöchster Ordre vom 20. Februar 1918 das Kommenturkreuz des Ordens der Württembergischen Krone mit Schwertern verliehen. Im Juli 1918 wurde er noch mit dem Königlich Preußischen Kronen-Orden II. Klasse mit dem Stern und mit Schwertern und dem Hamburgischen Hanseatenkreuz ausgezeichnet.
Nach Ende des Ersten Weltkriegs wurde von Triebig am 23. Januar 1919 zum Inspekteur der Landwehr-Inspektion Stuttgart ernannt, ehe er am 3. November desselben Jahres als Generalmajor in den Ruhestand trat. Am 11. März 1920 erhielt er den Charakter eines Generalleutnants. Im Jahr 1938 wurde Generalleutnant von Triebig vom Reichsführer des NS-Kriegerbundes Wilhelm Reinhard zum Ehrenführer des Traditionsverbands des ehemaligen Füsilier-Regiments Nr. 122 ernannt. Im Jahr 1939 feierte er sein 60-jähriges Militärdienstjubiläum.

### Privatleben
Triebig war ab dem 5. Oktober 1893 mit Mathilde Klotz (1872–1947) verheiratet. Aus der Ehe entstammten drei Kinder, die Söhne Fritz (1894–1984) und Willy (1905–1993) sowie Tochter Marie Elisabeth (1895–1981).

## Archivische Überlieferungen
Die militärische Personalakte von Fritz von Triebig befindet sich im Hauptstaatsarchiv Stuttgart unter Bestand M 430/2 Bü 2213.